# Альфред Герстенберг
Альфред Ґеорґ Ґерстенберґ (нім. Alfred Georg Gerstenberg; 6 квітня 1893, Грайнау — 1 січня 1959, Бад-Тельц) — німецький офіцер, генерал-лейтенант люфтваффе (1944).

## Біографія
9 квітня 1912 року вступив до уланського полку. Закінчив військове училище в Данцигу (1913). Учасник Першої світової війни, в 1916-17 роках — спостерігач 2-ї бойової ескадри «Ріхтгофен». 20 жовтня 1917 року був збитий і отримав важкі поранення. Після одужання в січні 1918 року переведений офіцером зв'язку в Головну штаб-квартиру армії. 
Після демобілізації армії залишений в рейхсвері, служив в кавалерії. Брав активну участь в таємному відтворенні німецьких ВПС. З метою конспірації 31 липня 1926 року звільнений з армії і призначений помічником начальника військової місії рейхсверу в СРСР полковника фон Нідермаєра; причетний до створення секретних тренувальних шкіл ВПС Німеччини в СРСР (залишався тут до 1932 року). З 1 липня 1934 року — начальник штабу Німецької авіаспортивної федерації (DLV), яка стала основою для створення люфтваффе. 1 жовтня 1934 року зарахований в люфтваффе і призначений начальником штабу резерву ВВС. З 1 серпня 1936 року — інструктор по тактиці авіаційного військового училища в Тутові. 1 червня 1938 року призначений військово-повітряним аташе в складі німецького посольства у Варшаві, керував німецькою розвідувальною мережею, що збирала інформацію про ВПС Польщі. Офіційно залишався  аташе у Варшаві до початку Другої світової війни 1 вересня 1939 року.
З 1 червня 1938 року — військово-повітряний аташе в Бухаресті, контролював німецькі частини люфтваффе на території Румунії, а також використання ними румунських аеродромів. Одночасно з 15 лютого 1942 року — командувач люфтваффе в Румунії. Після переходу Румунії на бік антигітлерівської коаліції 28 серпня 1944 року заарештований румунськими комуністами і вивезений до Москви. Утримувався в Бутирській і Лефортовській в'язницях, а також у Владимирському централі. 20 лютого 1952 року засуджений військовим трибуналом військ МВС Московського округу до 25 років таборів. 12 жовтня 1955 року в якості неамністірованого злочинця переданий владі ФРН і звільнений.

## Нагороди
- Залізний хрест 2-го і 1-го класу
- Нагрудний знак пілота-спостерігача (Пруссія)
- Королівський орден дому Гогенцоллернів, лицарський хрест з мечами
- Хрест «За військові заслуги» (Австро-Угорщина) 3-го класу з військовою відзнакою
- Нагрудний знак «За поранення» в чорному
- Почесний хрест ветерана війни з мечами
- Медаль «За вислугу років у Вермахті» 4-го, 3-го і 2-го класу (18 років)
- Пам'ятна нарукавна стрічка «Винищувальна ескадра барона фон Ріхтгофена №1 1917/18»
- Хрест Воєнних заслуг 2-го і 1-го класу з мечами
- Орден «Доблесний авіатор», командорський хрест (Румунія) (4 листопада 1941)
- Орден Михая Хороброго 3-го класу (Румунія) (3 березня 1943)